# Cheumatopsyche longinosnavasi
Cheumatopsyche longinosnavasi là một loài Trichoptera thuộc họ Hydropsychidae. Chúng phân bố ở miền Ấn Độ - Mã Lai.